# William Duborgh Jensen
Pour les articles homonymes, voir Jensen.
William Duborgh Jensen (10 mai 1935 - 24 mai 2017) est un styliste et un créateur de costumes norvégien.
Jensen a d'abord été connu comme un créateur de mode ; il a été le premier styliste de la Norvège avec sa propre collection en 1958. Il a ensuite travaillé dans les domaines de la télévision et du cinéma comme créateur de costumes.